# Konstrukcja skorupowa

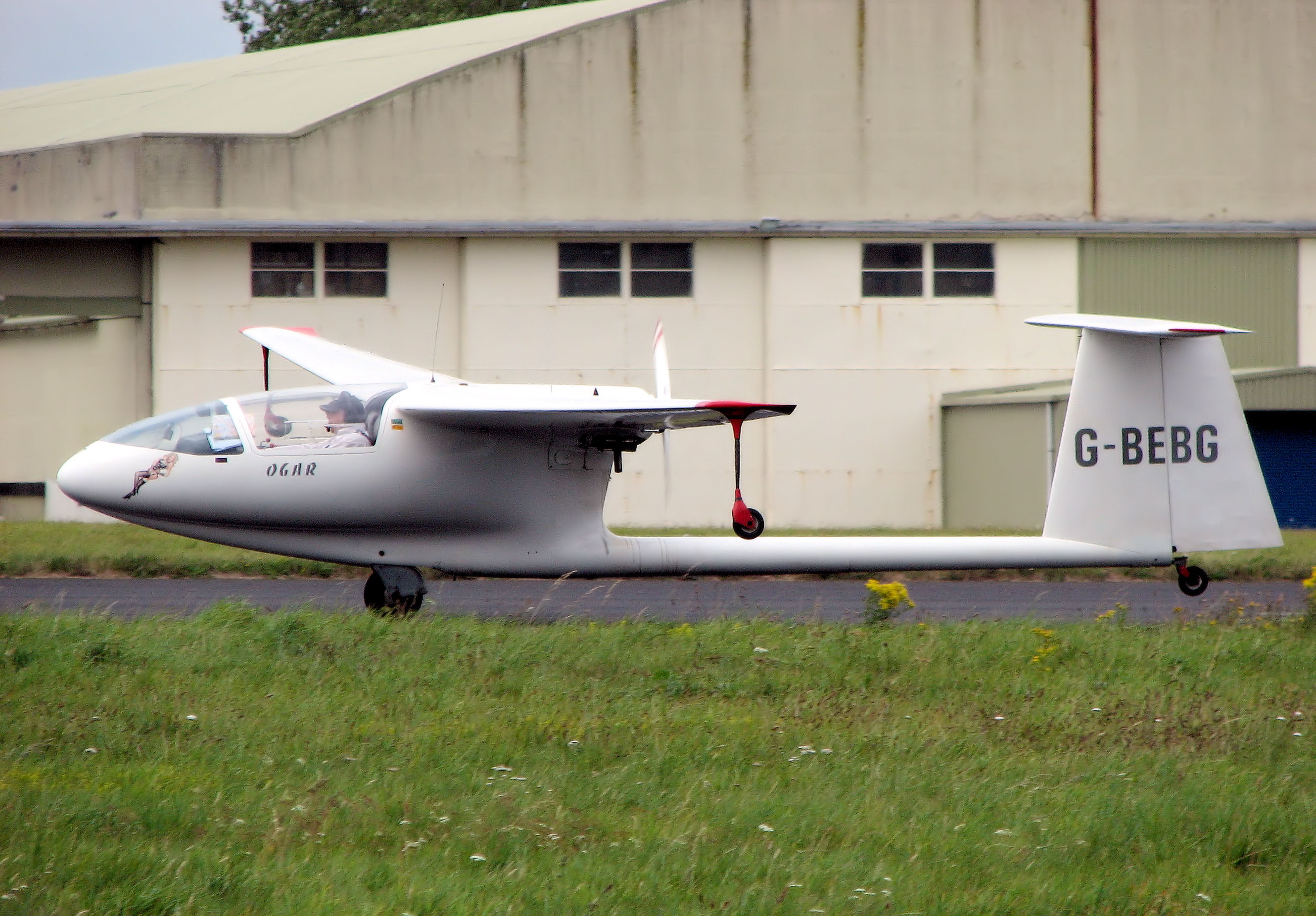
Motoszybowiec SZD-45 Ogar z kadłubem o konstrukcji skorupowej

Konstrukcja skorupowa (monokok) – konstrukcja będącą zamkniętą powłoką bez podłużnic. W tej konstrukcji pokrycie pełni funkcje nośne i może przenosić wszelkie obciążenia. Najczęściej spotykanym rodzajem konstrukcji skorupowej jest konstrukcja przekładkowa zbudowana z kilku powłok, która ma dużą sztywność na zginanie w każdej płaszczyźnie. Aby uzyskać lepszą stateczność pokrycia jest ona podparta dodatkowymi elementami, takimi jak żebra, wręgi czy usztywniacze. Wytrzymałość i sztywność konstrukcji skorupowej jest wyższa jeśli nie występują w niej wcięcia lub otwory.
Wykorzystywana jest przy konstruowaniu skrzydeł i kadłuba statku powietrznego, nadwozi samochodów, kadłubów łodzi oraz kadłubów rakiet.
Powłoki mogą być wykonane z:
- drewna (sklejka),
- laminatów,
- metalu,
- włókna węglowego.

Najważniejsze zalety konstrukcji skorupowej to: niska masa, dobra wytrzymałość oraz możliwość wykorzystania wnętrza skrzydła lub kadłuba.